# Towarzystwo Sowiogórskie
Towarzystwo Sowiogórskie (niem. Eulengebirgsverein EGV) – niemieckie Towarzystwo Gór Sowich działające w Górach Sowich od 1882 roku, które w późniejszym okresie przyjęło nazwę Związek Towarzystw Górskich na Wielkiej Sowie (niem. Verband der Gebirgsvereine an der Eule).

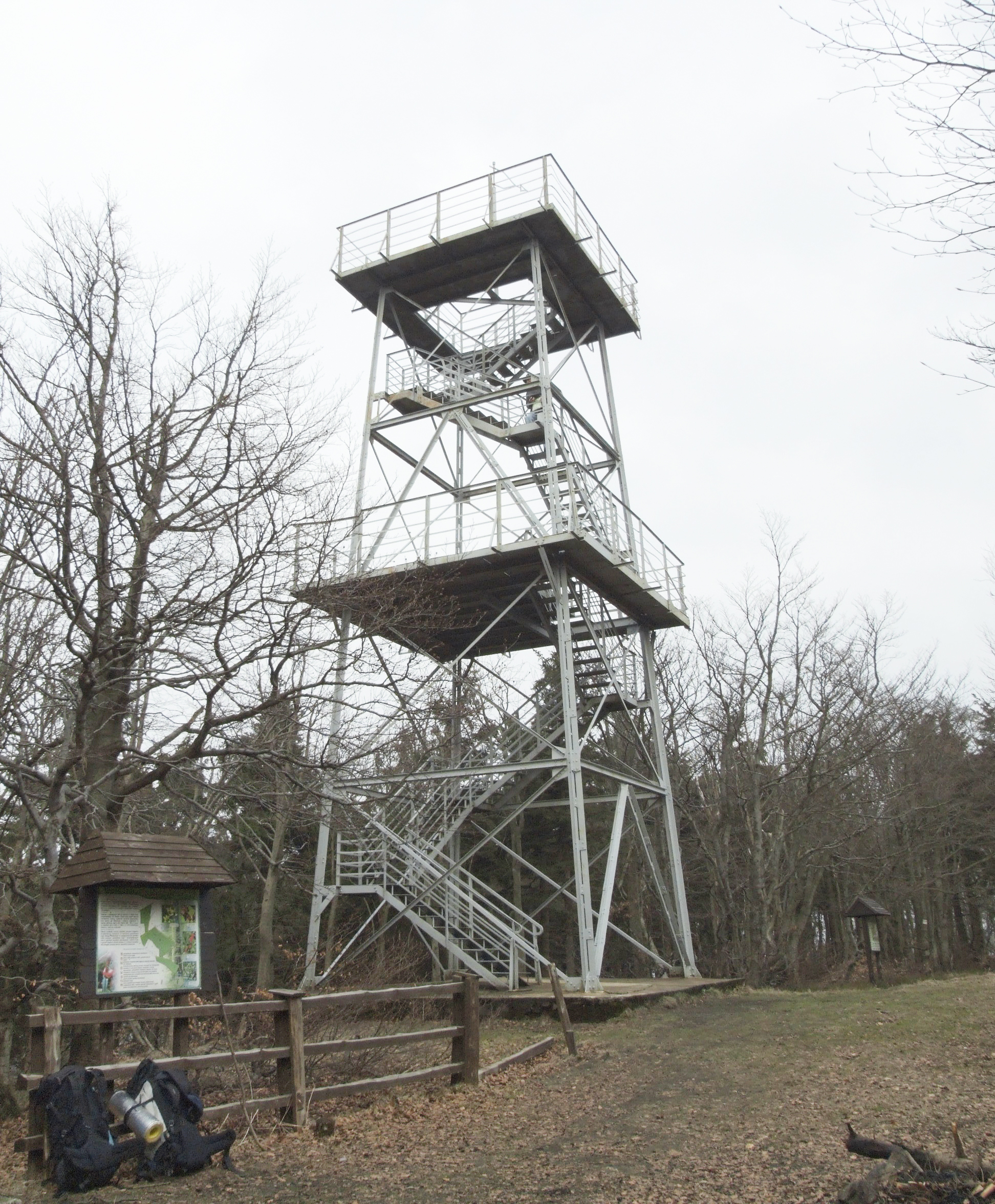
Wieża widokowa na Kalenicy wybudowane przez Towarzystwo

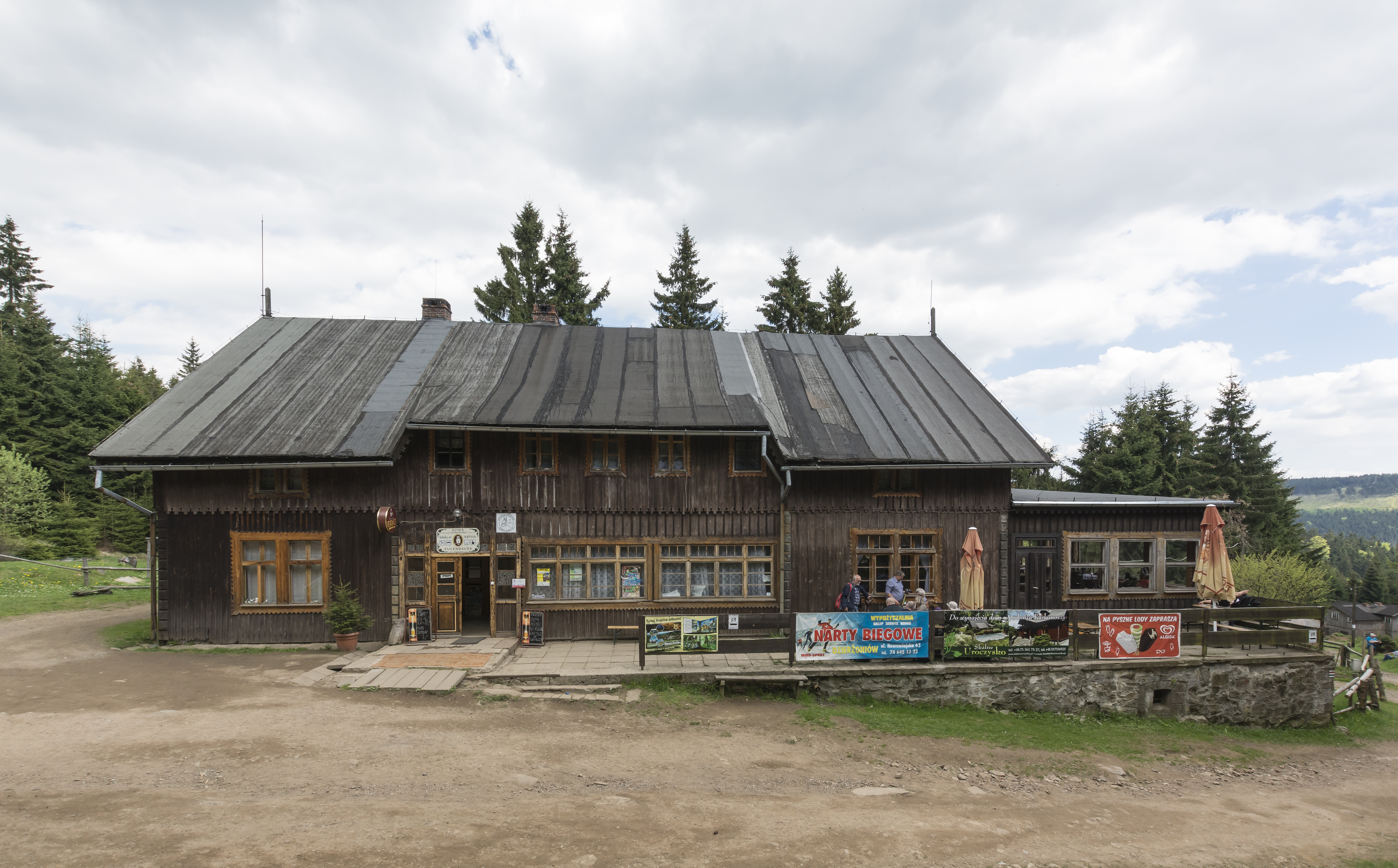
Schronisko Sowa wybudowane przez Towarzystwo

Towarzystwo swoją działalność skupiało głównie na popularyzowaniu walorów Gór Sowich, w których upowszechniało turystykę, prowadziło intensywne prace związane z udostępnianiem i zagospodarowaniem turystycznym Gór Sowich, znakując i wytyczając szlaki turystyczne, udostępniając atrakcyjne miejsca do zwiedzania, budując punkty i wieże widokowe oraz gospody góralskie zbliżone do dzisiejszych schronisk, miejsca odpoczynku, wydając mapy i przewodniki turystyczne Gór Sowich. Towarzystwo prowadziło również działalność wydawniczą wydając czasopisma turystyczne: „Przyjaciel Gór Sowich” (Eulengebirgsfreund) i „Wychowawca Sowiogórski” (Der Wander im Eulengebirge) i działając nieprzerwanie do 1944 roku.

## Historia
Pierwsze Towarzystwo Gór Sowich powstało w Dzierżoniowie 18 kwietnia 1882 roku. Stowarzyszenie założyli miłośnicy regionu, turyści i znane osobistości Dzierżoniowa i okolic. Podobne terenowe sekcje stowarzyszenia powstały w 15 miejscowościach położonych w rejonie Gór Sowich. Istniejące drobne towarzystwa górskie z Głuszycy, Jedliny, Świdnicy oraz Dzierżoniowa i innych górskich miejscowości w 1883 roku powołały Związek Towarzystw Gór Sowich i Wałbrzyskich. W 1893 r. odłączyły się towarzystwa związane z Wałbrzychem i Górami Wałbrzyskimi. W 1893 roku towarzystwo połączyło się z innymi organizacjami działającymi na terenie Gór Sowich tworząc Związek Towarzystw Górskich na Wielkiej Sowie (niem. Verband der Gebirgsvereine an der Eule).
Stowarzyszenie położyło podwaliny pod profesjonalną obsługę turystyczną w regionie Gór Sowich, staraniem Towarzystwa powstała gęsta sieć dróg górskich, znakowanych szlaków turystycznych, liczne wieże i punkty widokowe, miejsca odpoczynku, mostki, schrony, ujęcia źródełek itp. Stowarzyszenia górskie sfinansowały również wystawienie kilku pomników i tablic pamiątkowych, stanowiących formę podziękowania najwybitniejszym działaczom górskim. Ich zaangażowanie i ofiarność w dziele otwierania Gór Sowich na potrzeby turystów stanowiły wzór godny do naśladowania dla pozostałych członków organizacji górskich.